# Parmoptila
Parmoptila là một chi chim trong họ Estrildidae.